# Otis Thorpe
Otis Henry Thorpe (Boynton Beach, 5 agosto 1962) è un ex cestista statunitense, professionista nella NBA.

## I primi anni
Thorpe si è diplomato nel 1980 frequentando la Lake Worth Community High School in Florida. Successivamente, ha proseguito con la carriera universitaria iscrivendosi al Providence College, entrando nella squadra di pallacanestro dell'ateneo, registrando in media, nel corso di quattro stagioni, 14,4 punti e 8,0 rimbalzi, con una percentuale dal campo del 57,5%.
Durante la sua carriera collegiale è stato indicato per due volte come "Honorable Mention All-America selection" e nel suo ultimo anno è divenuto il primo giocatore nella storia del Providence College ad essere nominato nel primo quintetto della Big East.
Di tutti i giocatori del Providence College poi diventati professionisti, Thorpe ha avuto la carriera NBA più lunga, ben diciassette stagioni.

## Carriera NBA

### Kansas City / Sacramento Kings
Thorpe è stato selezionato dai Kansas City Kings con la nona chiamata assoluta del Draft NBA 1984.
Ha militato nei Kings (trasferitisi poi a Sacramento nel 1985) per quattro stagioni, con picchi statistici di 20,8 punti e 10,2 rimbalzi per gara.
L'11 ottobre 1988 è stato mandato agli Houston Rockets in cambio di Rodney McCray e Jim Petersen.

### Houston Rockets
Arrivato ai Rockets, Thorpe ha ricoperto da subito il ruolo di ala grande titolare, completando la coppia di lunghi con Hakeem Olajuwon.
Nella stagione 1991-92 (con medie di 17,3 punti, 10,5 rimbalzi ed il 59,2% dal campo) è arrivata la prima (ed unica) convocazione all'NBA All-Star Game.
La sua costanza nel rendimento e nelle presenze in campo lo ha reso elemento fondamentale dei Rockets campioni NBA del 1994, registrando, tra le altre cose, la più alta percentuale nella storia della franchigia (55,9%).
Tuttavia, l'anno successivo, il rendimento dei campioni in carica era sceso notevolmente: in cerca di un cambiamento radicale, il 14 febbraio 1995 i Rockets hanno mandato Thope ai Portland Trail Blazers in cambio di Clyde Drexler.

### Portland Trail Blazers
Con Portland, Thorpe ha giocato le 34 partite rimanenti della stagione 1994-95 (13,5 punti e 6,9 rimbalzi nel ruolo di sesto uomo), conclusasi con la sconfitta al primo turno dei Play Off (0-3) contro i Phoenix Suns.
Il 20 settembre 1995 i Blazers lo hanno scambiato coi Detroit Pistons, ricevendo Randolph Childress e Bill Curley.

### Detroit Pistons
Thorpe ha giocato per due stagioni con i Pistons, ricoprendo il ruolo di titolare sia nella posizione di ala grande che di centro, con medie di 13,5 punti, 8,2 rimbalzi ed il 53% dal campo.
Detroit ha raggiunto i play-off in entrambe le stagioni, sebbene uscendo sempre al primo turno (0-3 nel 1996 contro gli Orlando Magic, 2-3 nel 1997 contro gli Atlanta Hawks).
il 7 agosto del 1997, i Detroit Pistons decidono di scambiarlo ai Vancouver Grizzlies in cambio di una futura prima scelta del Draft NBA.
Questo scambio ha, col senno di poi, perseguitato entrambe le squadre: il Draft NBA 2003, infatti, ha introdotto talenti assoluti nella NBA (tra i quali la prima scelta assoluta LeBron James). I Grizzlies (trasferitisi a Memphis) avevano ottenuto la seconda chiamata assoluta, che si sarebbe potuta tradurre con la scelta di un futuro All-Star come Carmelo Anthony, Dwyane Wade o Chris Bosh, ma, forti di quello scambio del 1997, i Pistons, squadra di vertice della Eastern Conference, riscattarono la chiamata. Tuttavia, Detroit decise di utilizzare la seconda chiamata per scegliere Darko Miličić, considerato ad oggi come una delle peggiori scelte nella storia della lotteria.

### Gli ultimi anni di carriera
Thorpe ha giocato 47 partite coi Grizzlies prima di ritornare ai Kings.
Da qui in poi, Thorpe, seppur continuo nelle prestazioni in campo, ha cominciato a ricoprire il ruolo di comprimario, cambiando più squadre in breve tempo.
18 febbraio 1998: scambiato dai Vancouver Grizzlies, insieme a Chris Robinson, coi Sacramento Kings per Bobby Hurley e Michael Smith.
14 maggio 1998: scambiato dai Sacramento Kings, insieme a Mitch Richmond, con gli Washington Wizards per Chris Webber.
4 agosto 1999: da Free Agent ha firmato coi Miami Heat.
1 agosto 2000: scambiato dai Miami Heat, insieme a P.J. Brown, Rodney Buford, Tim James e Jamal Mashburn, coi Charlotte Hornets per Ricky Davis, Dale Ellis, Eddie Jones e Anthony Mason.
Thorpe ha giocato la sua ultima partita il 20 maggio 2001, vestendo la maglia degli Hornets.
Nella sua carriera NBA vanta oltre 17.000 punti e 10.000 rimbalzi, per una media di 14,0 punti e 8,2 rimbalzi.

## Statistiche

### College
| Anno      | Squadra           | PG  | PT | MP   | TC%  | 3P% | TL%  | RP   | AP  | PRP | SP  | PP   |
| --------- | ----------------- | --- | -- | ---- | ---- | --- | ---- | ---- | --- | --- | --- | ---- |
| 1980-1981 | Providence Friars | 26  | 12 | 25,7 | 51,5 | -   | 65,8 | 5,3  | 0,4 | 0,6 | 0,5 | 9,6  |
| 1981-1982 | Providence Friars | 27  | 27 | 34,9 | 54,1 | -   | 64,3 | 8,0  | 1,3 | 0,4 | 1,0 | 14,1 |
| 1982-1983 | Providence Friars | 31  | 31 | 33,6 | 63,6 | -   | 65,9 | 8,0  | 0,8 | 0,7 | 0,8 | 16,1 |
| 1983-1984 | Providence Friars | 29  | 29 | 36,2 | 58,0 | -   | 65,3 | 10,3 | 1,2 | 1,0 | 1,5 | 17,1 |
| Carriera  | Carriera          | 113 | 99 | 32,8 | 57,5 | -   | 65,3 | 8,0  | 0,9 | 0,7 | 0,9 | 14,4 |

### NBA

#### Regular Season
| Anno      | Squadra             | PG   | PT  | MP   | TC%  | 3P%  | TL%  | RP   | AP  | PRP | SP  | PP   |
| --------- | ------------------- | ---- | --- | ---- | ---- | ---- | ---- | ---- | --- | --- | --- | ---- |
| 1984-1985 | K.C. Kings          | 82   | 23  | 23,4 | 60,0 | 0,0  | 62,0 | 6,8  | 1,4 | 0,4 | 0,5 | 12,8 |
| 1985-1986 | Sacramento Kings    | 75   | 18  | 22,3 | 58,7 | -    | 66,1 | 5,6  | 1,1 | 0,5 | 0,5 | 9,9  |
| 1986-1987 | Sacramento Kings    | 82   | 82  | 36,0 | 54,0 | 0,0  | 76,1 | 10,0 | 2,5 | 0,6 | 0,7 | 18,9 |
| 1987-1988 | Sacramento Kings    | 82   | 82  | 37,5 | 50,7 | 0,0  | 75,5 | 10,2 | 3,2 | 0,8 | 0,7 | 20,8 |
| 1988-1989 | Houston Rockets     | 82   | 82  | 38,2 | 54,2 | 0,0  | 72,9 | 9,6  | 2,5 | 1,0 | 0,5 | 16,7 |
| 1989-1990 | Houston Rockets     | 82   | 82  | 35,9 | 54,8 | 0,0  | 68,8 | 9,0  | 3,2 | 0,8 | 0,3 | 17,1 |
| 1990-1991 | Houston Rockets     | 82   | 82  | 37,1 | 55,6 | 42,9 | 69,6 | 10,3 | 2,4 | 0,9 | 0,2 | 17,5 |
| 1991-1992 | Houston Rockets     | 82   | 82  | 37,3 | 59,2 | 0,0  | 65,7 | 10,5 | 3,0 | 0,6 | 0,5 | 17,3 |
| 1992-1993 | Houston Rockets     | 72   | 69  | 32,7 | 55,8 | 0,0  | 59,8 | 8,2  | 2,5 | 0,6 | 0,3 | 12,8 |
| 1993-1994 | Houston Rockets     | 82   | 82  | 35,5 | 56,1 | 0,0  | 65,7 | 10,6 | 2,3 | 0,8 | 0,3 | 14,0 |
| 1994-1995 | Houston Rockets     | 36   | 35  | 33,0 | 56,3 | 0,0  | 52,8 | 8,9  | 1,6 | 0,6 | 0,4 | 13,3 |
| 1994-1995 | Portland T. Blazers | 34   | 0   | 26,7 | 56,8 | 0,0  | 64,9 | 6,9  | 1,6 | 0,6 | 0,4 | 13,5 |
| 1995-1996 | Detroit Pistons     | 82   | 82  | 34,6 | 53,0 | 0,0  | 71,0 | 8,4  | 1,9 | 0,6 | 0,5 | 14,2 |
| 1996-1997 | Detroit Pistons     | 79   | 79  | 33,7 | 53,2 | 0,0  | 65,3 | 7,9  | 1,7 | 0,7 | 0,2 | 13,1 |
| 1997-1998 | Vancouver Grizzlies | 47   | 46  | 33,5 | 47,7 | 0,0  | 69,4 | 7,9  | 3,4 | 0,6 | 0,5 | 11,2 |
| 1997-1998 | Sacramento Kings    | 27   | 20  | 23,1 | 45,9 | 0,0  | 65,7 | 6,1  | 2,3 | 0,7 | 0,3 | 8,3  |
| 1998-1999 | Wash. Wizards       | 49   | 38  | 31,4 | 54,5 | 0,0  | 69,8 | 6,8  | 2,1 | 0,9 | 0,4 | 11,3 |
| 1999-2000 | Miami Heat          | 51   | 1   | 15,2 | 51,4 | 0,0  | 60,4 | 3,3  | 0,6 | 0,5 | 0,2 | 5,5  |
| 2000-2001 | Charlotte Hornets   | 49   | 4   | 13,2 | 45,0 | -    | 83,3 | 3,0  | 0,6 | 0,2 | 0,1 | 2,8  |
| Carriera  | Carriera            | 1257 | 989 | 31,7 | 54,6 | 4,7  | 68,7 | 8,2  | 2,2 | 0,7 | 0,4 | 14,0 |

#### Playoffs
| Anno     | Squadra             | PG | PT | MP   | TC%  | 3P%  | TL%  | RP   | AP  | PRP | SP  | PP   |
| -------- | ------------------- | -- | -- | ---- | ---- | ---- | ---- | ---- | --- | --- | --- | ---- |
| 1986     | Sacramento Kings    | 3  | 0  | 11,7 | 23,1 | -    | 46,2 | 4,0  | 0,0 | 0,0 | 0,3 | 4,0  |
| 1989     | Houston Rockets     | 4  | 4  | 38,0 | 64,9 | -    | 76,2 | 5,0  | 3,0 | 1,3 | 0,3 | 16,0 |
| 1990     | Houston Rockets     | 4  | 4  | 41,0 | 60,0 | -    | 68,4 | 8,3  | 1,8 | 1,3 | 0,0 | 20,0 |
| 1991     | Houston Rockets     | 3  | 3  | 38,7 | 57,9 | -    | 50,0 | 8,3  | 2,7 | 0,7 | 0,0 | 15,7 |
| 1993     | Houston Rockets     | 12 | 12 | 34,9 | 63,5 | -    | 65,1 | 8,6  | 2,6 | 0,5 | 0,1 | 14,5 |
| 1994     | Houston Rockets     | 23 | 23 | 37,1 | 57,2 | 50,0 | 56,7 | 9,9  | 2,3 | 0,6 | 0,4 | 11,3 |
| 1995     | Portland T. Blazers | 3  | 0  | 22,0 | 57,1 | -    | 70,0 | 4,3  | 0,7 | 0,0 | 0,0 | 10,3 |
| 1996     | Detroit Pistons     | 3  | 3  | 33,7 | 54,2 | -    | 75,0 | 11,7 | 2,3 | 0,0 | 0,0 | 11,7 |
| 1997     | Detroit Pistons     | 5  | 5  | 30,4 | 51,2 | -    | 77,8 | 6,4  | 0,8 | 0,4 | 0,0 | 9,8  |
| 2000     | Miami Heat          | 10 | 0  | 13,6 | 48,1 | 0,0  | 50,0 | 2,9  | 0,3 | 0,0 | 0,2 | 3,3  |
| 2001     | Charlotte Hornets   | 8  | 0  | 7,1  | 22,2 | -    | -    | 2,1  | 0,0 | 0,0 | 0,0 | 0,5  |
| Carriera | Carriera            | 78 | 54 | 28,9 | 56,9 | 33,3 | 63,1 | 7,0  | 1,6 | 0,4 | 0,2 | 10,1 |

## Altro
Thorpe ha giocato in 542 partite consecutive tra il 1986 ed il 1992, al tempo la più lunga striscia di partite giocate consecutivamente da chiunque nella NBA.
Thorpe è l'ultimo membro dei Kansas City Kings ad essersi ritirato (2001).

## Palmarès
- Campionato NBA: 1

Houston Rockets: 1994
- NBA All-Star (1992)
- Quarantesimo miglior rimbalzista di sempre NBA